# Stenotaphrum dimidiatum
Stenotaphrum dimidiatum är en gräsart som först beskrevs av Carl von Linné, och fick sitt nu gällande namn av Adolphe-Théodore Brongniart. Stenotaphrum dimidiatum ingår i släktet Stenotaphrum och familjen gräs. Inga underarter finns listade i Catalogue of Life.